# 鄭夏
鄭夏（14世紀—15世紀），字逢時，浙江溫州府樂清縣人，明朝政治人物。

## 生平
鄭夏是永樂十五年（1417年）舉人，十九年（1421年）成進士，宣德六年（1431年）獲授行在江西道監察御史，曾聯同給事中蔡錫彈劾邊境守將紀律不嚴、士兵逃竄，又和孫純彈劾另一名監察御史胡正收受賄賂，因病告歸，不接受餽贈，家家中一貧如洗也不介意，其後朝廷徵召他回朝，他卻以母親年老婉拒。

## 引用
1. 1 2  光緒《樂清縣志·卷八·人物上》：鄭夏，字逢時，永樂辛丑進士，任御史，激揚盡職，中外慕其風采，以疾告歸，特詔有司加存文，郡邑餽之一無所受，家貧屢空晏如也，尋徵還朝，以母老不起，人益賢之。
2. ↑  光緒《樂清縣志》·卷十·選舉：進士……明 永樂十九年辛丑曾鶴齡榜……鄭夏 有傳……舉人……永樂十五年丁酉胡文善榜……鄭夏 辛丑進士
3. ↑  《明宣宗章皇帝實錄·卷八十》：（宣德六年六月）擢蘄州判官蕭亮，古藤縣知縣任敬敏，安寧縣知縣熊漢，留守中衛經歷顧理，任丘縣學教諭劉淳，進士鄭夏，監生許敏、廖文昌、唐慎、王雯、何廣為行在監察御史，亮貴州道，敬敏、理雲南道，翰浙江道，淳廣東道，夏江西道，敏湖廣道，文昌廣西道，慎山東道，雯四川道，廣交阯道。
4. ↑  《明宣宗章皇帝實錄·卷一百五》：（宣德八年閏八月丁巳）監祭御史鄭夏、給事中蔡錫劾奏總兵官都督僉事陳敬、鎮守官都指揮錢義、李英、蕭敬、劉銘、馬驥，指揮張鎮等鎮守邊疆，而城垣不修，部伍不整，自山海至隆慶凡關寨二百四十八處營堡二十二所，臣等閱視守備官軍失伍離次者一千二百餘人，盖統領之人或役於私家，或受財放閒，或剋减月糧，困苦不支遂至逃竄，俱由敬等紀律不嚴所致，請正其罪。
5. ↑  《明英宗睿皇帝實錄·卷五》：（宣德十年五月乙亥）監察御史孫純、鄭夏劾御史胡正罪，時純、夏廵視通州倉糧，正以公事過通州，值其表兄蘇州衞千戶阮讓運糧來納正，託純、夏顧盻之，純、夏遂劾正徇私囑託，有失憲體。